# Bilares
Os bilares foram uma tribo turca medieval (X ao XIII séculos), estabelecidos no médio Volga. A partir do século X passaram a fazer parte da Bulgária do Volga. Entre os séculos XI e XIV o seu território (hoje compreendido pelo distrito tártaro de Alexeyevsky) era de emirados ou ducados búlgaros. O nome da tribo vem da cidade por eles fundada, Bilär.